# Георг I Гьолер фон Равенсбург
Георг I Гьолер фон Равенсбург (на немски: Georg I. Göler von Ravensburg; * 1440; † 5 юни 1502) е благородник от стария швабски рицарски род Гьолер фон Равенсбург от Крайхгау, от 1480 до 1500 г. курпфалцски фогт в Бретен в западен Крайхгау, Баден-Вюртемберг. Резиденцията на фамилията е дворец Равенсбург при Зулцфелд в Баден-Вюртемберг.
Той е вторият син на Мартин Гьолер фон Равенсбург (1408 – 1465), бивш домхер на Шпайер, и съпругата му Анна фон Хиршберг. Баща му е освободен 1433 г. от духовния му пост от папа Евгений IV. Брат е на Йохан II, Албрехт V (1444 – 1503) и Евхариус. Йохан и Евхариус стават домхерен в Шпайер.
Георг I Гьолер фон Равенсбург се бие 1462 г. в битката при Зекенхайм (днес част от Манхайм) при Фридрих I Победоносни, курфюрст на Пфалц. Брат му Албрехт V Гьолер фон Равенсбург се бие на страната на победения херцог Улрих V фон Вюртемберг. Георг е от 1480 до 1500 г. фогт на Бретен. През 1486 г. Георг I и брат му Албрехт V построяват капела до Равенсбург при „Зеемюле“.
Георг I е член на „рицарското турнирско общество с магарето“ и участва в турнирите: 1479 г. във Вюрцбург, 1481 г. в Хайделберг и 1487 г. във Вормс.
Неговата гробна плоча с герб се намира в евангелската църква в Зулцфелд.

## Фамилия
Георг I Гьолер фон Равенсбург се жени за Анна Калб фон Рейнхайм. Те имат децата:
- Волф II (* 1460; † 1527 в Рим), домхер
- Давид I (1463 – 1539), домхер в княжеското епиксопство Шпайер
- Георг II (1465 – 1558), домхер в Майнц
- Схоластика (1466 – 1533), абатиса на манастир Фрауеналб
- Бернхард I (1480 – 1554), женен I. за Хелена фон Фенинген († 1503), II. за Маргарета фон Фелберг († 1532)
- Барбара († 18 март 1535), абатиса на манастир Розентал при Грюнщат
- Анна, омъжена 1491 г. за Филип фон Ментцинген
- Амалия, от 1524 г. монахиня в манастир Фрауеналб